# Zvuchnyy Island
Zvuchnyy Island (englisch; russisch Остров Звучный Ostrow Swutschny, deutsch ‚Klangvolle Insel‘) ist eine Insel vor der Ingrid-Christensen-Küste des ostantarktischen Prinzessin-Elisabeth-Lands. Im Gebiet der Vestfoldberge liegt sie unmittelbar nordwestlich von Partizan Island im westlichen Abschnitt des Langnes-Fjords.
Norwegische Kartographen kartierten sie 1946 anhand von Luftaufnahmen der Lars-Christensen-Expedition 1936/37. Weitere Luftaufnahmen entstanden bei der US-amerikanischen Operation Highjump (1946–1947), 1956 bei einer sowjetischen Antarktisexpedition sowie 1957 und 1958 im Rahmen der Australian National Antarctic Research Expeditions. Russische Wissenschaftler benannten sie. Das Antarctic Names Committee of Australia übertrug diese Benennung 1973 ins Englische.